# Qeqertat
Qeqertat, by i området Norra Grönland i kommunen Qaasuitsup. Byn ligger cirka 7 mil öster om staden Qaanaaq. Qeqertat har endast ett tjugotal invånare, och saknar elektricitet såväl som mobiltäckning. 